# عبدالقادر قادری

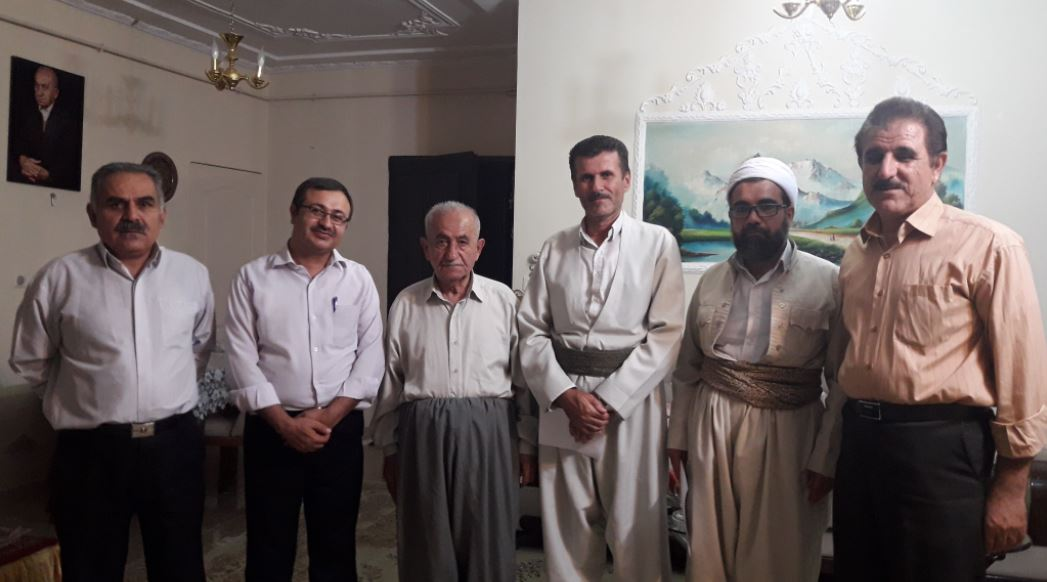
دوستان عبدالقادر قادری، کمال مولودپوری و …

عبدالقادر قادری (۱۳۱۱–۱۳۹۹) متخلص به هیوا شاعر، نویسنده، مترجم و دبیر بازنشسته اهل مهاباد بود.

## پیشینه
عبدالقادر قادری در روستای شیخالی از توابع مهاباد به دنیا آمد. در سال ۱۳۳۷ با مدرک کارشناسی حقوق به عنوان آموزگار در آموزش و پرورش استخدام شد و در کنار تدریس به نویسندگی و ترجمه نیز مشغول بود ودر سال ۱۳۶۲ بازنشسته شد.

## تألیف و آثار
وی سال‌های زیادی از عمر خود را صرف پژوهش ادبیات کُردی کرد. آثار و تالیفات وی شامل ۱۳ کتاب در موضوع دینی و زبان کردی است که چند نمونه زیر قابل اشاره می‌باشند.
- هه‌ژارنامه
- باغچه بهشت
- ئاله کوک
- چوار چیروک
- دایه مه‌مده به گورگی
- تفسیر ۲ سوره قرآن به نظم
- گنجینه هیوا
- کروکاش

## درگذشت
عبدالقادر قادری روز دوشنبه ۳ آذر ماه ۱۳۹۹ درگذشت و در قبرستان مهاباد در قطعه هنرمندان به خاک سپرده شد.